# Живадин Стевановић
Живадин Стевановић (Брестовац, 1. август 1903 — Брестовац, 16. април 1981) био је први српски познати песник са села, барјактар гружанских песника, члан Удружења књижевника Србије.

## Биографија
Песник Живадин М. Стевановић је рођен 1. августа 1903. године у селу Брестовац (Кнић) у Гружи. Почео је основну школу 1911. године у Враћевшници, а завршио 1914. у Коњуши. Те године је почео Први светски рат и Живадин се није даље школовао.
Још као дете волео је да чита, а из те љубави проистекла је љубав и за писање. Прва Живадинова песма је објављена у једном листу у Крагујевцу 1923. године. Сарађивао је у више књижевних листова и часописа од Венца (1924) до Расковника; и организовао је више књижевних вечери песника сељака пре и после Другог светског рата. Штампао је низ књига о свом трошку, и три у издању Дечјих новина: Целокупну лирику, Сто дана у Америци и изабране песме Давни дани. Заступљен је у антологијама Орфеј међу шљивама и Повеља љубави за замљу. Био је члан Удружења књижевника Србије.
Поред писања поезије и прозе током свог живота, родоначелник Гружанске песничке школе сељака, доста је и путовао по свету. Пре Другог светског рата путовао је по Француској, Шпанији и Америци, а после рата по Грчкој, Турској, Бугарској, Аустрији, Мађарској, Румунији и Совјетском Савезу. Цео живот је живео у свом родном селу Брестовцу, где су га посећивале многе културне и јавне личности из земље и иностранства.
Живадин Стевановић је био човек са извишеним осећањима за отаџбину и у својим стиховима је опевао праистинску тежњу нашег човека за слободом.
Његова поезија је човекољубива, опевана пуним срцем, духовно неодвојива од народа. Чист језик, леп стил, јасноћа и језгровитост одлика су његовог поетског израза. Његова реч, језик, израз о човеку о коме пише, повезују га са најбољим представницима реализма. Истрајан лирски летописац сеоског живота, завичајних гружанских предела, људи, обичаја, остао је традиционалан у изразу налазећи пут до људских срца. Радост живљења и радост сазнања сродили су тврду сељачку руку са хартијом, па су тако настала и Живадинова дела родној Гружи. Брилијантног ума и личности, космополита уживао је углед великих људи тога времена. Очарао је Нушића, Растка Петровића. Завредио је пажњу Богдана Поповића и Симе Пандуровића. Водио је разговоре са Ивом Андрићем. Пријатељ му је био врсни новинар тог времена Предраг Милојевић. Пар комплимената је добио од песникиње Десанке Максимовић. У кућу га је примио Мирослав Крлежа и сјајни хрватски песник Јуре Каштелан који му је писао предговор за књигу. Упознао је Илију Ернебурга, Максима Рилског, Николу Теслу.
Живадин је имао у свом дворишту једну кућицу са посебном просторијом у којој је био кревет, сто, столица и библиотека са много књига. Говорио је да се та кућица никада не закључава, да у њу може да уђе сваки путник, намерник, да се одмори, да прочита шта га интересује а у кући ће се увек наћи нешто да се поједе и попије. Велику библиотеку од 1.388 књига поклонио је библиотеци у Книћу својој родној Гружи на дар. Поред велике страсти за књиге и путовања имао је још једну велику страст, љубав према својој родној груди Гружи.
Живадину није била страна ни политичка активност. Као бански већник Дунавске бановине за Срез гружански, изабран је 1938. године и за председника општине Коњушке (села Коњуша и Брестовац) и на тој функцији остао и у време окупације све до јесени 1944. године. Као председник општине Коњушке пре Другог светског рата посетио је светску изложбу у Америци. Била је то прилика у оно време за занимљив и симболичан међудржавни гест. У Њујорку су се састали председник општине Коњушке и градоначелник Њујорка Лагварди (Fiorello H.La Guardia). Другим речима, састали су се председници најмање и највеће општине на свету. Све америчке новине у то време доносиле су фотографије тог сусрета, истичући кршног и наочитог Гружанина у шумадијској народној ношњи у Њујорку. Том приликом Живадин се у Америци састао и са Николом Теслом. Американци нису заборавили Живадину посету Њујорку, тако да су узвратили посетом Гружи представника америчке амбасаде у Београду. Тако је на Бадњи дан 1940. године Америчка амбасада делегирала амбасадора да буде положајник за Божић Живадину Стевановићу у Брестовцу. И тај догађај је свакако остао забележен у аналима Америчке администрације. Живадин Стевановић је заслужан и за подизање споменика тј. бисте — попрсја краља Александра I Карађорђевића 1938. године између зграде општине и школе у Коњуши.
„Барјактар гружанских песника и лирских летописац сељачког живота и сељакове душе, био је и остао (сем у ретким изузецима) веран традиционалном духу и руху песме, која му никад не беше насушна свакодневница већ нешто лепше и веће као благдан, као недеља.“ (Д. Ерић)

## Дела — објављени радови
- “ГРУЖА И ГРУЖАНИ КРОЗ ИСТОРИЈУ” — прво издање штампано у 4.000 примерака 1956. године (распродато).
- “ПЕСМЕ” — предговор написао Танасије Младеновић, књижевник, штампано у 4.000 примерака 1958. године (распродато).
- “ЦРТИЦЕ ИЗ ГРУЖЕ” — приповетке предговор написао Драгиша Витошевић, књижевник; штампано у 8.000 примерака у два издања, 1962. године (распродато).
- “ПЕСМЕ МОГА ЗАВИЧАЈА” — предговор написао Мића Данојлић, књижевник; штампано у 4.000 примерака 1964. године (распродато).
- “ГРУЖА И ГРУЖАНИ КРОЗ ИСТОРИЈУ” — (друго, допуњено издање) 1965; предговор написао Петар Ж. Петровић, професор и научни сарадник Српске академије наука и уметности (распродато).
- “ПОСТАНАК И РАЗВИТАК ГОРЊЕГ МИЛАНОВЦА” — историјска монографија; НИП “ДЕЧЈЕ НОВИНЕ”, штампано у 5.000 примерака 1968. (распродато).
- “ЛИКОВИ И СУСРЕТИ” — приповтке; предговор написао др Јуре Каштелан, књижевник и професор Загребачког свеучилишта (распродато).
- “ЦЕЛОКУПНА ЛИРИКА” — предговор написао Оскар Давичо, књижевник; НИП “ДЕЧЈЕ НОВИНЕ”, штампано у 5.000 примерака 1974. године (распродато).
- “СТО ДАНА У АМЕРИЦИ” — предговор написао Борислав Михајловић Михиз; штампано у 3.000 примерака 1976. (распродато).
- “ДАВНИ ДАНИ” — избор поезије, извршио Драгиша Витошевић; штампано у 3.000 примерака (распродато).
- "ПОЗНИ ДАНИ” — поезија, штампано у 300 примерака, — постхумно издање, издавачи: Српска књига – Рума и библиотека др Драгиша Витошевић Кнић, 2008. године.

## Књижевни клуб „Живадин Стевановић“
У част родоначелника гружанског песништва и његових следбеника основан је књижевни клуб „Живадин Стевановић“ 1. августа 2008. године на дан рођења гружанског песника Живадина Стевановића. Књижевни клуб има 30 чланова заједно са почасним члановима Добрицом Ерић и Невеном Витошевић.
Карактеристично за клуб је да су сви чланови из гружанског краја или су им корени са подручја Груже. Окупља чланове различитог животног доба, међу којима има доста младих по чему је иначе књижевни клуб познат.
Књижевни клуб је у сарадњи са библиотеком „Др Драгиша Витошевић“ из Кнића објавио и постхумну књигу — збирку песама Живадина Стевановића „Позни дани“, као и зборнике песама чланова књижевног клуба наведених у одељку Издања. Њихову сарадњу карактерише и организовање Петровданских песничких сусрета (12. јула) у гружанском селу Борач. Том приликом се окупља велики број песника из свих крајева Србије.
.

### Издања књижевног клуба
- „Срце што у срцу бије: гружанска песничка шареница“, Књижевни клуб „Живадин Стевановић“ Кнић, Народна библиотека Др Драгиша Витошевић Кнић, уредник Добрица Ерић, Рума: Српска књига М, 2011.
- „Дворац од речи“ — песнички саборник Књижевног клуба „Живадин Стевановић“ Кнић, приредила Магда Ђорђевић, Народна библиотека „Др Драгиша Витошевић“ Кнић, уредник Милијан Деспотовић, Свитак, Пожега, 2014.
- „Казивања испод Борачког крша"- песнички саборник књижевног клуба „Живадин Стевановић“ Кнић, приредила Магда Ђорђевић, Народна библиотека „Др Драгиша Витошевић“ Кнић, уредник Милијан Деспотовић, Свитак, Пожега, 2015.
- „Песничко врело Груже"- саборник Књижевног клуба „Живадин Стевановић“ Кнић, приредила Магда Ђорђевић; Центар за културу, туризам и спорт- Кнић, уредник Милијан Деспотовић, Свитак, Пожега, 2016.
- „Гружанско благодарје"- саборник Књижевног клуба „Живадин Стевановић“ Кнић, приредила Магда Ђорђевић; Центар за културу, туризам и спорт- Кнић, уредник Милијан Деспотовић, Свитак, Пожега, 2017.
- „Вила са Борачког крша" : саборник Књижевног клуба „Живадин Стевановић“ Кнић, и манифестације „Петровдански песнички сусрети" у Борчу, приредила Магда Ђорђевић,Центар за културу и библиотека општине Кнић, Свитак, Пожега, 2018.
- „Гружа песмом закићена" : поетски саборник манифестације „Петровдански песнички сусрети" у Борчу и Књижевног клуба „Живадин Стевановић" Кнић, приредила Магда Ђорђевић, Центар за културу и библиотека општине Кнић,2019.
- ,,Гружанским сокаком":  поетски саборник манифестације „Петровдански песнички сусрети" у Борчу и Књижевног клуба „Живадин Стевановић" Кнић, приредила Магда Ђорђевић, Центар за културу и библиотека општине Кнић,2020.